# Razak Pimpong
Razak Pimpong (* 30. Dezember 1982 in Accra) ist ein ehemaliger ghanaischer Fußballspieler.

## Karriere
Der Stürmer spielte ab dem Jahr 2000 beim FC Midtjylland im Amateurbereich. Ab der Saison 2004/2005 auch im Profiteam. Im Januar 2006 wechselte er innerhalb der Superligaen zum FC Kopenhagen. Im April 2007 wurde Pimpong für 500 000 Euro nach Norwegen zu Viking Stavanger transferiert. Nach 16 Spielen verlieh ihn Stavanger zum Ligakonkurrenten Aalesunds FK. Von dort kehrte Pimpong im Dezember 2008 zu Viking zurück. Im Januar 2009 verließ er Norwegen und spielte für den ägyptischen Verein Masry Port Said, welcher 135 000 Euro Ablöse zahlte. Nach nur einem halben Jahr kehrte Pimpong zurück zum in Dänemark zweitklassigen Viborg FF.
Er gehörte zum Kader der ghanaischen Fußballnationalmannschaft anlässlich der Olympischen Spiele 2004 und der WM 2006. Bei der WM spielte er in drei Gruppenspielen.